# Chauliodites minor
Chauliodites minor là một loài côn trùng trong họ Chaulioditidae thuộc bộ Grylloblattodea. Loài này được Blake in Tate & Blake miêu tả năm 1876.